# Mładen Georgiew
Mładen Georgiew Georgiew (bułg. Младен Георгиев Георгиев, ur. 16 października 1940 w Wojnikowie) – bułgarski zapaśnik walczący w stylu wolnym. Olimpijczyk z Tokio 1964, gdzie zajął dziesiąte miejsce w kategorii do 57 kg.
Brązowy medalista mistrzostw świata w 1963. Wicemistrz Europy w 1967 roku.

## Letnie Igrzyska Olimpijskie 1964
| Konkurencja      | Rundy eliminacyjne          | Rundy eliminacyjne    | Rundy eliminacyjne | Klas. końcowa |
| Konkurencja      | Przeciwnik I                | Przeciwnik II         | Przeciwnik III     | Miejsce       |
| ---------------- | --------------------------- | --------------------- | ------------------ | ------------- |
| 57 kg styl wolny | Abdollah Chodabande (IRI) R | Hüseyin Akbaş (TUR) R | Dave Auble (USA) P | 10.           |